# Cape Government Railways
Cape Government Railways (acronimo CGR) era il nome dell'operatore ferroviario, dipendente dal governo della colonia del Capo, dal 1874 fino al 1910; dopo venne incorporato nelle nuove South African Railways.

## Storia
Le prime linee ferroviarie dell'area del Capo erano di proprietà privata. Nel 1859 iniziò la costruzione della ferrovia verso est, dalla parte di Città del Capo, raggiungendo la Eerste Rivier nel 1862 e Wellington nel 1865 arrestandosi poi a causa della barriera naturale delle montagne. Nel 1864 la Wynberg Railway Company aveva collegato Città del Capo e Wynberg.
La scoperta dei giacimenti di diamanti nell'area di Kimberley diede inizio, nel 1871, allo sviluppo delle ferrovie in Sudafrica. Nel 1873 il governo della Colonia del Capo decise di adottare per esse lo scartamento ridotto, di 1067 mm, (il cosiddetto scartamento del Capo), per facilitare la costruzione di ferrovie attraverso le aree montuose.
Dai porti di Città del Capo, Port Elizabeth e East London, vennero costruite tre linee ferroviarie verso Kimberley e denominate, rispettivamente, Western Cape, Cape Midland e Eastern Cape. Nel 1885 le sezioni erano state collegate raggiungendo Kimberley.
Nel 1886 venne scoperto l'oro nella Repubblica del Transvaal; il governo del Capo promosse un accordo con quello dell'Stato Libero dell'Orange per poter costruire e gestire una linea ferroviaria, attraverso il territorio di quest'ultimo, per la città di Johannesburg allora in rapida espansione. La linea raggiunse Bloemfontein, capitale dello stato di Orange, nel 1890.
La rete ferroviaria del Capo ebbe un ruolo significativo, durante la seconda guerra boera, nel sostenere e rifornire le forze britanniche. Nel 1910, dopo la guerra, in seguito alla costituzione dell'Unione Sudafricana, tutte le ferrovie del territorio vennero poste sotto la giurisdizione delle nuove South African Railways.

## Materiale rotabile
Nel 1885 le Cape Government Railways possedeva 231 locomotive, 399 carrozze e 3503 carri.